# Ian Stewart (musiker)
Ian Stewart, född 18 juli 1938 i Pittenweem, Fife, död 12 december 1985 i London, var en brittisk keyboardist och pianist.
Ian Stewart "Stu" kan sägas vara den sjätte Rolling Stones-medlemmen. Hans stil var inspirerad av boogie woogie. Han var med i den absolut första uppsättningen av det legendariska bandet, men tvingades sluta på grund av en manager som inte tyckte han hade rätt utseende och att sex medlemmar var för många i ett popband. Han stannade dock kvar som turnéledare och spelade piano när det behövdes. Han medverkade på många av Rolling Stones album. Ian Stewart hade egenheten att han vägrade att spela mollackord.
Ian Stewart avled den 12 december 1985 i en hjärtattack när han väntade i ett rum på en klinik.